# Sầu đâu cao
Sầu đâu cao (danh pháp khoa học: Azadirachta excelsa) là một loài thực vật có hoa trong họ Meliaceae. Loài này được (Jack) Jacobs mô tả khoa học đầu tiên năm 1961.